# Особняк Олениной — Думнова
Особняк Олениной — Думнова — особняк в Москве по адресу улица Малый Кисловский переулок, дом 5а/8. Объект культурного наследия регионального значения.

## История
Особняк построен торцом к улице, что характерно для архитектуры XVIII века. Владелицей особняка тогда являлась статская советница Анна Семёновна Оленина, урождённая княжна Волконская. Её сын Алексей Николаевич Оленин был известным государственным деятелем. Возле дома был разбит сад, площадь которого была почти в два раза больше площади современного владения. Со стороны сада располагался вход в особняк. Анна Семёновна скончалась в 1812 году, после пожара того же года наследники продали особняк.
В конце XIX века особняк приобрёл Владимир Васильевич Думнов, занимавшийся издательством и продажей книг. В 1894 году по заказу нового владельца дом был перестроен архитектором П. М. Самариным. Во время работ в торце со стороны Малого Кисловского переулка был устроен главный вход, а фасад торца оформлен в стиле неоклассицизма. В портик из четырёх больших коринфских полуколонн, стоящих на муфтированном основании, вписаны малые ионические колонны, обрамляющие три больших окна. Полукруглые арочные ниши крайних окон декорированы лепниной и бюстами барочных дам. В треугольном фронтоне дома располагается подобие герба: на щите, который держат в лапах львы, выведены инициалы хозяина «ВД».
После 1914 года в особняке размещалось издательство «Искусство». В середине 1960-х годов здесь располагалась резиденция посла Японии. А после реконструкции 2013-14 годов в дом въехал посол Швейцарии.